# Észtország megyéinek zászlói
Észtország 15 megyéjének zászlói  fehér és zöld színekből állnak, a fehér részben a megye címerével.

Harjumaa
Hiiumaa
Ida-Virumaa
Järvamaa
Jõgevamaa
Läänemaa
Lääne-Virumaa
Pärnumaa
Põlvamaa
Raplamaa
Saaremaa
Tartumaa
Valgamaa
Viljandimaa
Võrumaa